# Saltos ornamentais no Campeonato Mundial de Esportes Aquáticos de 2024 - Trampolim 3 m individual masculino

A prova do trampolim 3 m individual masculino dos saltos ornamentais no Campeonato Mundial de Esportes Aquáticos de 2024 foi realizada nos dias 6 e 7 de fevereiro de 2024 em Doha, no Catar.

## Cronograma
Todos os horários estão na hora local (UTC+3).
| Data           | Hora  | Evento        |
| -------------- | ----- | ------------- |
| 6 de fevereiro | 10:02 | Eliminatórias |
| 7 de fevereiro | 10:02 | Semifinal     |
| 7 de fevereiro | 18:32 | Final         |

## Formato da competição
A competição consiste em três rodadas: eliminatória, semifinal e final. Os 18 melhores saltadores nas eliminatórias avançam a semifinal, onde apenas os 12 melhores avançam até a final. Aquele com o melhor tempo garante a medalha de ouro.

## Medalhistas
| Ouro                  | Prata            | Bronze                |
| Wang Zongyuan · China | Xie Siyi · China | Osmar Olvera · México |

## Resultados
| Pos.              | Saltador                | Nacionalidade        | Eliminatória | Eliminatória | Semifinal     | Semifinal     | Final         | Final         |
| Pos.              | Saltador                | Nacionalidade        | Pontos       | Pos.         | Pontos        | Pos.          | Pontos        | Pos.          |
| ----------------- | ----------------------- | -------------------- | ------------ | ------------ | ------------- | ------------- | ------------- | ------------- |
| Medalha de ouro   | Wang Zongyuan           | China                | 474.30       | 2            | 469.95        | 2             | 538.70        | 1             |
| Medalha de prata  | Xie Siyi                | China                | 493.05       | 1            | 518.00        | 1             | 516.10        | 2             |
| Medalha de bronze | Osmar Olvera            | México               | 445.55       | 3            | 458.35        | 3             | 498.40        | 3             |
| 4                 | Luis Uribe              | Colômbia             | 381.95       | 13           | 440.75        | 4             | 443.15        | 4             |
| 5                 | Jules Bouyer            | França               | 404.25       | 7            | 422.55        | 6             | 439.50        | 5             |
| 6                 | Ross Haslam             | Grã-Bretanha         | 429.05       | 4            | 427.00        | 5             | 438.60        | 6             |
| 7                 | Moritz Wesemann         | Alemanha             | 412.45       | 5            | 392.50        | 10            | 433.75        | 7             |
| 8                 | Woo Ha-ram              | Coreia do Sul        | 380.20       | 15           | 392.95        | 9             | 424.50        | 8             |
| 9                 | Sho Sakai               | Japão                | 383.50       | 12           | 393.25        | 8             | 414.60        | 9             |
| 10                | Li Shixin               | Austrália            | 389.55       | 8            | 398.20        | 7             | 406.40        | 10            |
| 11                | Gwendal Bisch           | França               | 371.75       | 18           | 387.30        | 11            | 380.80        | 11            |
| 12                | Lorenzo Marsaglia       | Itália               | 377.65       | 16           | 372.50        | 12            | 366.25        | 12            |
| 13                | Jonathan Ruvalcaba      | República Dominicana | 387.15       | 9            | 371.75        | 13            | Não avançaram | Não avançaram |
| 14                | Yona Knight-Wisdom      | Jamaica              | 385.65       | 11           | 368.95        | 14            | Não avançaram | Não avançaram |
| 15                | Yi Jae-gyeong           | Coreia do Sul        | 381.60       | 14           | 367.85        | 15            | Não avançaram | Não avançaram |
| 16                | Mohamed Farouk          | Egito                | 404.70       | 6            | 366.80        | 16            | Não avançaram | Não avançaram |
| 17                | Jake Passmore           | Irlanda              | 374.15       | 17           | 364.50        | 17            | Não avançaram | Não avançaram |
| 18                | Alexander Lube          | Alemanha             | 387.05       | 10           | 335.45        | 18            | Não avançaram | Não avançaram |
| 19                | Haruki Suyama           | Japão                | 371.40       | 19           | Não avançaram | Não avançaram | Não avançaram | Não avançaram |
| 20                | Jack Laugher            | Grã-Bretanha         | 363.10       | 20           | Não avançaram | Não avançaram | Não avançaram | Não avançaram |
| 21                | Giovanni Tocci          | Itália               | 359.00       | 21           | Não avançaram | Não avançaram | Não avançaram | Não avançaram |
| 22                | Frandiel Gómez          | República Dominicana | 356.85       | 22           | Não avançaram | Não avançaram | Não avançaram | Não avançaram |
| 23                | Ooi Tze Liang           | Malásia              | 352.10       | 23           | Não avançaram | Não avançaram | Não avançaram | Não avançaram |
| 24                | Matej Nevešćanin        | Croácia              | 351.75       | 24           | Não avançaram | Não avançaram | Não avançaram | Não avançaram |
| 25                | Adrián Abadía           | Espanha              | 348.20       | 25           | Não avançaram | Não avançaram | Não avançaram | Não avançaram |
| 26                | Liam Stone              | Nova Zelândia        | 344.30       | 26           | Não avançaram | Não avançaram | Não avançaram | Não avançaram |
| 27                | Emanuel Vázquez         | Porto Rico           | 343.80       | 27           | Não avançaram | Não avançaram | Não avançaram | Não avançaram |
| 28                | Nicolás García          | Espanha              | 342.75       | 28           | Não avançaram | Não avançaram | Não avançaram | Não avançaram |
| 29                | Tyler Downs             | Estados Unidos       | 342.35       | 29           | Não avançaram | Não avançaram | Não avançaram | Não avançaram |
| 30                | Nikolaj Schaller        | Áustria              | 341.55       | 30           | Não avançaram | Não avançaram | Não avançaram | Não avançaram |
| 31                | Rodrigo Diego           | México               | 340.40       | 31           | Não avançaram | Não avançaram | Não avançaram | Não avançaram |
| 32                | Frazer Tavener          | Nova Zelândia        | 338.55       | 32           | Não avançaram | Não avançaram | Não avançaram | Não avançaram |
| 32                | Kurtis Mathews          | Austrália            | 338.55       | 32           | Não avançaram | Não avançaram | Não avançaram | Não avançaram |
| 34                | Cédric Fofana           | Canadá               | 338.20       | 34           | Não avançaram | Não avançaram | Não avançaram | Não avançaram |
| 35                | Jonathan Suckow         | Suíça                | 332.45       | 35           | Não avançaram | Não avançaram | Não avançaram | Não avançaram |
| 36                | Carson Paul             | Canadá               | 330.80       | 36           | Não avançaram | Não avançaram | Não avançaram | Não avançaram |
| 37                | Grayson Campbell        | Estados Unidos       | 328.00       | 37           | Não avançaram | Não avançaram | Não avançaram | Não avançaram |
| 38                | Danylo Konovalov        | Ucrânia              | 325.90       | 38           | Não avançaram | Não avançaram | Não avançaram | Não avançaram |
| 39                | Mohamed Noaman          | Egito                | 325.50       | 39           | Não avançaram | Não avançaram | Não avançaram | Não avançaram |
| 40                | Isak Børslien           | Noruega              | 323.45       | 40           | Não avançaram | Não avançaram | Não avançaram | Não avançaram |
| 41                | Elias Petersen          | Suécia               | 322.65       | 41           | Não avançaram | Não avançaram | Não avançaram | Não avançaram |
| 42                | Alexander Hart          | Áustria              | 321.85       | 42           | Não avançaram | Não avançaram | Não avançaram | Não avançaram |
| 43                | Andrzej Rzeszutek       | Polónia              | 312.35       | 43           | Não avançaram | Não avançaram | Não avançaram | Não avançaram |
| 44                | Kacper Lesiak           | Polónia              | 299.70       | 44           | Não avançaram | Não avançaram | Não avançaram | Não avançaram |
| 45                | Muhammad Syafiq Puteh   | Malásia              | 296.35       | 45           | Não avançaram | Não avançaram | Não avançaram | Não avançaram |
| 46                | Luis Moura              | Brasil               | 294.95       | 46           | Não avançaram | Não avançaram | Não avançaram | Não avançaram |
| 47                | Kyrylo Azarov           | Ucrânia              | 294.25       | 47           | Não avançaram | Não avançaram | Não avançaram | Não avançaram |
| 48                | Rafael Max              | Brasil               | 288.15       | 48           | Não avançaram | Não avançaram | Não avançaram | Não avançaram |
| 49                | Guillaume Dutoit        | Suíça                | 283.70       | 49           | Não avançaram | Não avançaram | Não avançaram | Não avançaram |
| 50                | Sebastian Konecki       | Lituânia             | 283.35       | 50           | Não avançaram | Não avançaram | Não avançaram | Não avançaram |
| 51                | Adityo Restu Putra      | Indonésia            | 279.95       | 51           | Não avançaram | Não avançaram | Não avançaram | Não avançaram |
| 52                | Vyacheslav Kachanov     | Uzbequistão          | 279.55       | 52           | Não avançaram | Não avançaram | Não avançaram | Não avançaram |
| 53                | Chawanwat Juntaphadawon | Tailândia            | 276.30       | 53           | Não avançaram | Não avançaram | Não avançaram | Não avançaram |
| 54                | Tornike Onikashvili     | Geórgia              | 274.75       | 54           | Não avançaram | Não avançaram | Não avançaram | Não avançaram |
| 55                | Sebastián Morales       | Colômbia             | 274.75       | 55           | Não avançaram | Não avançaram | Não avançaram | Não avançaram |
| 56                | Frank Rosales           | Cuba                 | 272.70       | 56           | Não avançaram | Não avançaram | Não avançaram | Não avançaram |
| 57                | Avvir Tham              | Singapura            | 266.20       | 57           | Não avançaram | Não avançaram | Não avançaram | Não avançaram |
| 58                | David Ekdahl            | Suécia               | 263.90       | 58           | Não avançaram | Não avançaram | Não avançaram | Não avançaram |
| 59                | Martynas Lisauskas      | Lituânia             | 262.90       | 59           | Não avançaram | Não avançaram | Não avançaram | Não avançaram |
| 60                | David Ledinski          | Croácia              | 252.65       | 60           | Não avançaram | Não avançaram | Não avançaram | Não avançaram |
| 61                | Yohan Eskrick-Parkinson | Jamaica              | 250.65       | 61           | Não avançaram | Não avançaram | Não avançaram | Não avançaram |
| 62                | Hemam London Singh      | Índia                | 238.80       | 62           | Não avançaram | Não avançaram | Não avançaram | Não avançaram |
| 63                | Curtis Yuen             | Hong Kong            | 237.30       | 63           | Não avançaram | Não avançaram | Não avançaram | Não avançaram |
| 64                | Surajit Rajbanshi       | Índia                | 231.90       | 64           | Não avançaram | Não avançaram | Não avançaram | Não avançaram |
| 65                | Tri Anggoro Priambodo   | Indonésia            | 207.30       | 65           | Não avançaram | Não avançaram | Não avançaram | Não avançaram |
| 66                | Nazar Kozhanov          | Cazaquistão          | 202.25       | 66           | Não avançaram | Não avançaram | Não avançaram | Não avançaram |
| 67                | Nikola Paraušić         | Sérvia               | 197.40       | 67           | Não avançaram | Não avançaram | Não avançaram | Não avançaram |
| 68                | Dulanjan Fernando       | Sri Lanka            | 180.25       | 68           | Não avançaram | Não avançaram | Não avançaram | Não avançaram |
| 69                | Robben Yiu              | Hong Kong            | 161.25       | 69           | Não avançaram | Não avançaram | Não avançaram | Não avançaram |
| 70                | Donato Neglia           | Chile                | DNF          | DNF          | Não avançaram | Não avançaram | Não avançaram | Não avançaram |